# روسيا المستقبل
روسيا المستقبل ((بالروسية: Россия Будущего)‏, تر. Rossiya Budushchego)، المعروف أصلاً باسم تحالف الشعب ((بالروسية: Наро́дный Алья́нс)‏؛ Narodnyiy Alyans) وكان يُسمى سابقًا حزب التقدم ((بالروسية: Па́ртия Прогрéсса)‏؛ Partiya Progressa) هو حزب سياسي في روسيا تأسس في 15 ديسمبر 2012 من قبل عضو المعارضة الروسية ليونيد فولكوف وأعيد تأسيسه لاحقًا في 19 مايو 2018 من قبل ناقد الحكومة الروسية والناشط في مكافحة الفساد أليكسي نافالني، وهو أيضًا ناشط معارض ومؤسس مؤسسة مكافحة الفساد الروسية غير الهادفة للربح.
لم يُسجّل الحزب رسميًا من قبل وزارة العدل الروسية، وهو حزب مُعارض للرئيس الروسي فلاديمير بوتين ولحزب روسيا الموحدة الحاكم. كان برنامج الحزب يؤيد اللامركزية في السلطة في روسيا، وخفض عدد المسؤولين الحكوميين، وتطهير المسؤولين عن القمع السياسي، وتقليص سلطات الرئيس، وربما التحول إلى جمهورية برلمانية في ظل سيادة القانون وضمان استقلال القضاء. كما نص على «الحد بشكل جذري» من تدخل الحكومة في الاقتصاد، وإنهاء الرقابة على الإعلام، ومنع الحكومة من امتلاك وسائل الإعلام وإلغاء التجنيد الإجباري. دعا مجلس السياسة الخارجية إلى إدخال تأشيرات دخول إلى آسيا الوسطى، ووقف دعم ما يسمى بالدول المارقة، والشراكة مع الدول الغربية.